# گلیسئولین I
گلیسئولین I (به انگلیسی: Glyceollin I) با فرمول شیمیایی C۲۰H۱۸O۵ یک ترکیب شیمیایی با شناسه پاب‌کم ۱۶۲۸۰۷ است. 